# Montmarquet
Montmarquet est une ancienne commune française (dans le département de la Somme) aujourd'hui intégrée à celle de Lafresguimont-Saint-Martin.

## Géographie
Montmarquet est une localité située à mi-chemin entre Liomer (village plus au Nord, dans la Somme) et Aumale (au Sud, en Seine-Maritime), sur la route départementale RD 178. L'autoroute A 29 passe juste au Sud de Montmarquet.

## Toponymie
Le village est connu comme Magno-Marches en 1052, Mont-Marquetz en 1157,  Mons de Marchia en 1214, Mons Marcassii en 1281 et Mont de Marquay au XVIIe siècle.

## Histoire
Ancien Régime
« Le fief noble de Montmarquet relevant de la baronnie de Brétizel, par hommage de foi et de main, « dix sols de relief, cinq sols d'aide, treizièmes amendes, forfaitures se composait : d'une maison seigneuriale, bâtiments, cour, jardin d'une contenance d'environ deux journaux ». Le domaine de cette seigneurie comprenait : soixante-neuf journaux en plusieurs pièces situés au dit Montmarquet, et les revenus de ce fief étaient donnés par les censives à prendre sur le terroir, les maisons et « autres terres aux environs ». Les censives se montaient à vingt et une livres sept sous, dix boisseaux de blé, mesure d'Aumale, cent trente-trois boisseaux d'avoine même mesure plus le droit de champart de trois gerbes au cent, « contre cinq autres que perçoit le sieur de Fonteny avec demi champart tel que de quatre au mille qui se partage également entre le seigneur de Beaucamps et le sieur de Fonteny ». En 1676 ces droits étaient affermés pour la somme annuelle de deux cent cinquante livres.
Le possesseur de la seigneurie de Montmarquet avait les honneurs de l'église.
Cette terre fut vendue à Thérèse de Runes, le 22 juin 1676, par Nicolas d'Arandel. Depuis cette époque elle ne cessa d'appartenir aux seigneurs de 22 juin 1676, par Nicolas d'Arandel. Depuis cette époque elle ne cessa d'appartenir aux seigneurs de Beaucamps-le-Jeune.
Sur le territoire de Montmarquet était un fief situé près le chemin de Paris à la mer, au lieu dit : Le camp Dubus ou de Bar, tenu de Lafresnoye par une paire d'éperons de rente annuelle. Ce fief appartenait aux seigneurs de Beaucamps depuis le XVe siècle. Il fut acheté le 13 février 1495 par Guillaume de Pisseleu, à Jean Campion et à Henri Pecoul, curé de Montmarquet, moyennant le prix de vingt-huit livres parisis avec « cent sols de vin ».
Dépendaient du fief de Montmarquet :
1. Le fief Dumontier ou du Moutier, qui donnait à son possesseur les droits de basse justice, colombier, four, tor et ver.
2. Le fief du Moulin Avoïde[2] ».

Depuis la Révolution française

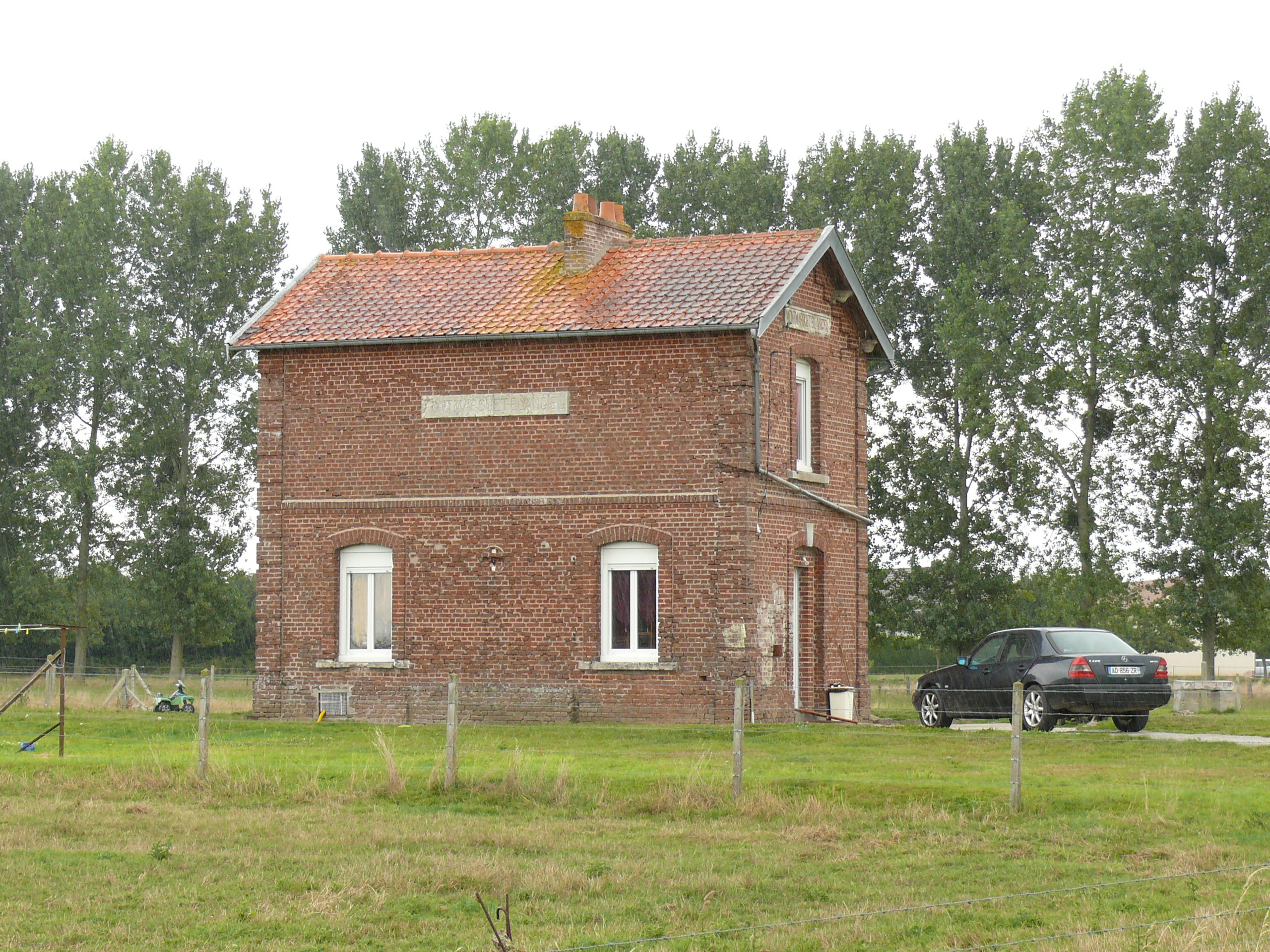
L'ancienne de gare des chemins de fer départementaux de la Somme est aujourd'hui une maison d'habitation, à l'écart du village.

La commune, instituée par la Révolution française, absorbe entre 1790 et 1794 celle de Saint-Jean-lès-Brocourt.
Le village est desservi par la ligne de chemin de fer secondaire à voie métrique Amiens - Aumale des chemins de fer départementaux de la Somme de 1901 à 1940.
Montmarquet perd son « autonomie communale » et fusionne le 30 juin 1927 avec d'autres petits villages aux alentours pour former l'actuelle commune de Lafresguimont-Saint-Martin,.

## Politique et administration

### Rattachements administratifs et électoraux
Montmarquet  se trouve dans l'arrondissement d'Amiens du département de la Somme. 
Il faisait partie de 1801 à la fusion de 1972 du canton de Hornoy-le-Bourg. 

### Liste des maires
| Période                                  | Période | Identité                    | Étiquette | Qualité                                                |
| ---------------------------------------- | ------- | --------------------------- | --------- | ------------------------------------------------------ |
| Les données manquantes sont à compléter. |         |                             |           |                                                        |
| maire en 1880                            | ?       | Pierre Gustave Henri Digeon |           | Suppléant du juge de paix du Canton de Hornoy-le-Bourg |
| .                                        | 1972    | ?                           |           |                                                        |

| Période                                  | Période | Identité | Étiquette | Qualité |
| ---------------------------------------- | ------- | -------- | --------- | ------- |
|                                          |         |          |           |         |
| Les données manquantes sont à compléter. |         |          |           |         |

## Démographie
| 1793 | 1800 | 1806 | 1821 | 1831 | 1836 | 1841 | 1846 | 1851 |
| ---- | ---- | ---- | ---- | ---- | ---- | ---- | ---- | ---- |
| 100  | 347  | 346  | 370  | 351  | 398  | 366  | 352  | 339  |

| 1856 | 1861 | 1866 | 1872 | 1876 | 1881 | 1886 | 1891 | 1896 |
| ---- | ---- | ---- | ---- | ---- | ---- | ---- | ---- | ---- |
| 340  | 339  | 330  | 307  | 297  | 293  | 295  | 279  | 252  |

| 1901 | 1906 | 1911 | 1921 | 1926 | 1931 | 1936 | 1946 | 1954 |
| ---- | ---- | ---- | ---- | ---- | ---- | ---- | ---- | ---- |
| 253  | 238  | 249  | 226  | 209  | 212  | 205  | 223  | 216  |

| 1962 | 1968 | - | - | - | - | - | - | - |
| ---- | ---- | - | - | - | - | - | - | - |
| 226  | 221  | - | - | - | - | - | - | - |

## Culture locale et patrimoine

### Lieux et monuments
- Église[5].
- La chapelle Sainte-Apolline et Saint-Vast de Montmarquet où on venait autrefois invoquer les saints pour aider les enfants à marcher. Déjà mentionnée en 1764, sur la route de Gauville, elle a été rénovée en 2009[6].
- Château de Montroy